# Reg Isidore
Reg Isidore (4 de abril de 1949 – 22 de marzo de 2009) fue un batería de rock, conocido por su trabajo con Robin Trower. Isidore fue el primer batería de Trower y tocó en sus dos primeros álbumes Twice Removed from Yesterday (1973) y Bridge of Sighs (1974). En sus primeros años, tocó con Peter Bardens.
Se reagrupó con Trower y Jack Bruce en 1981 para grabar el álbum Truce. También tocó con artistas como Richard Wright, Peter Green y Jimmy Witherspoon, entre otros.
Isidore murió de un ataque al corazón en la mañana del 22 de marzo de 2009.